# Charles Ingram
Pour les articles homonymes, voir Ingram.
Charles Ingram, né le 6 août 1963, est un ancien militaire de l’armée britannique, célèbre en 2001 pour avoir triché au jeu télévisé Who Wants to Be a Millionaire? (la version anglaise de Qui veut gagner des millions ?) les 9 et 10 septembre 2001.

## Les faits
Lors de l'émission, Ingram a répondu correctement à quinze questions successives, ce qui lui a permis de remporter de façon frauduleuse le prix de 1 million de livres sterling. Des complices, dont son épouse Diana placée dans le public et Tecwen Whittock, un universitaire de 53 ans également candidat, toussaient à chaque fois que Charles Ingram prononçait la bonne réponse quand il réfléchissait à voix haute.
Le présentateur de l’émission, Chris Tarrant, n’a rien remarqué sur le coup. La supercherie n’a été découverte que quelques jours après. Ingram a, par la suite, reçu un coup de téléphone de la production de l'émission, Celador (en) qui lui a fait part de ses soupçons et lui a annoncé que l'enregistrement de l'émission avait été remis à la police. Cette émission n'a jamais été diffusée à la télévision.
Le gain de Charles Ingram a évidemment été annulé. Par la suite, lui et ses complices ont été reconnus coupables d'escroquerie par la justice britannique en avril 2003 et condamnés à 18 mois de prison avec sursis, ainsi qu'à une amende de 30 000 livres.
Il a par la suite été reconnu coupable d'une infraction sans rapport avec l'émission, une fraude à l'assurance en 2003 et condamné à démissionner de son poste de major par le Conseil de l'armée,.

## Adaptation
En 2020, la mini-série télévisée Quiz en 3 épisodes (adaptation de la pièce de théâtre Quiz (en)) relate la fraude de Charles Ingram, sa découverte et le procès du couple Ingram. Elle dépeint un couple instruit et cultivé voulant s'arracher à une vie très modeste par le truchement d'une émission télévisée. Matthew Macfadyen interprète Charles Ingram et Sian Clifford, sa femme Diana.

## Documentaire télévisé
- « Qui veut gagner des millions : au cœur de l'incroyable soupçon » (Documentaire anglais d'avril 2003, diffusé en France le 30 juin 2021 à la suite de la série Quiz sur TF1) [4]